# Waris Dirie
Waris Dirie (* 1965) je somálská modelka, spisovatelka, herečka a aktivistka za lidská práva.

## Začátky
Waris Dirie se narodila v roce 1965 nomádské rodině v Somálsku. Ve třinácti letech utekla z domu, aby se vyhnula domluvenému sňatku se starším mužem. S pomocí své tety se z Mogadiše dostala až do Londýna, kde žila u bohatých příbuzných – somálského velvyslance, pro které pracovala. Po skončení jeho doby působnosti se Waris rozhodla zůstat v Londýně a nevrátit se s nimi do Somálska. V prvních měsících se Waris živila jako uklízečka v místním McDonaldu.

## Kariéra
Waris náhodou objevil fotograf Terence Donovan, který jí pomohl dostat se až na titulní stranu Pirelliho kalendáře. Tím odstartovala její modelingová kariéra. Úspěšně pak propagovala přední světové značky Chanel, Levi´s, L´Oréal nebo Revlon.
V roce 1987 si Waris zahrála vedlejší roli v bondovském filmu Dech života. Předváděla také na molech v Londýně, Miláně, Paříži a New York City. Objevila se i v módních časopisech Elle, Glamour a Vogue.
V roce 1995 o ní BBC natočilo dokumentární film Nomádka v New Yorku (A Nomad in New York).
Na vrcholu své kariéry, v roce 1997, v rozhovoru pro časopis Marie-Claire poprvé otevřeně promluvila o ženské obřízce, kterou v dětství prodělala. Tento rozhovor oblétl média po celém světě. V témže roce se Waris stala velvyslankyní Populačního fondu OSN (UNFPA), který bojuje proti praktikování ženské obřízky ve světě, a také navštívila svou matku v rodném Somálsku.
Její první autobiografická kniha Květ pouště (Desert Flower) vyšla v roce 1998 a brzy se stala mezinárodním bestselerem. Waris později úspěšně vydala další knihy nazvané Svítání v poušti (Desert Dawn), Dopis mé matce (Letter To My Mother) a Děti pouště (Desert Children), která byla použita v evropské kampani namířené proti ženské obřízce.
V roce 2009 byl na motivy její knihy Květ pouště (Desert Flower) natočen celovečerní film, ve kterém si hlavní roli zahrála etiopská supermodelka Liya Kebede. Film se zatím promítal ve 20 zemích světa včetně Francie, Španělska, Izraele, Polska a Brazílie. V roce 2010 získal Bavorskou filmovou cenu v kategorii Nejlepší film a byl také nominován na filmovou cenu Award in Gold v kategorii Outstanding Feature Film. Na mezinárodním filmovém festivalu v San Sebastiánu vyhrál Cenu publika v kategorii Nejlepší evropský film.
Waris Dirie byla Africkou unií jmenována velvyslankyní míru na rok 2010.

## Útok a odchod do ústraní
V roce 2004 byla Waris napadena ve svém domě ve Vídni. Útočníkem byl 26letý Portugalec Paulo Augusto, který ji pronásledoval po celé Evropě. Do jejího vídeňského bytu vnikl oknem sousedního bytu. Policejní mluvčí uvedla, že „Waris byla tak vyděšená, že ho pustila dovnitř.“ Dirie utrpěla lehká zranění, když ji útočník povalil na podlahu. Následně odjel taxíkem. Později se vrátil a nohou rozbil jedno z přízemních oken domu. Sousedé přivolali policii, která útočníka zadržela. Za jeho čin mu rakouský soud vyměřil trest pět měsíců podmíněně. Podle dostupných informací potkal útočník Dirie poprvé šest měsíců před incidentem na její předchozí rezidenci ve Walesu, kde pracoval jeho bratr. Do domu se později vloupal a odcizil několik kusů jejího oblečení.
Při dalším incidentu v Belgii, ve středu 5. března 2008, Waris v brzkých ranních hodinách zmizela a byla tři dny nezvěstná. V pátek 7. března 2008 ji nalezl bruselský policista.

## Osobní život
Navzdory všeobecnému mínění nejsou Waris a somálská modelka Iman příbuzné. Ve své knize Květ pouště uvádí, že matka Iman byla blízkou přítelkyní její tety, se kterou Waris po nějakou dobu žila v Londýně.
Má dva syny Aleeke a Leon, od roku 2005 získala rakouské občanství, od roku 2009 žije v Polsku, ve městě Gdaňsk. Svou práci pro OSN bere jako poslání a splnění snu.

## Humanitární práce, ocenění a pocty
Waris opustila modelingovou kariéru v roce 1997, aby se mohla plně soustředit na svou práci v oblasti boje proti ženské obřízce. Tentýž rok byla jmenována speciální velvyslankyní OSN pro odstranění ženské obřízky. V roce 2002 pak ve Vídni založila Nadaci Waris Dirie, která se zaměřuje na osvětu ve věci nebezpečnosti rituálu ženské obřízky.

Ve spolupráci s francouzským magnátem François-Henri Pinaultem a jeho ženou, holywoodskou herečkou Salmou Hayek, založila v lednu 2009 Nadaci PPR za ženskou důstojnost a práva. Stála také u zrodu nadace Svítání v poušti, která získává peníze na výstavbu škol a lékařských klinik v Somálsku.

Za svou humanitární práci a literární tvorbu získala Waris mnoho cen a ocenění, mezi které patří:
- ocenění Žena roku časopisu Glamour (2000)
- ocenění Corine asociace Německého knižního obchodu (2002)
- celosvětové ocenění Žena roku od bývalého ruského prezidenta Michaila Gorbačova (2004)
- ocenění biskupa Óscara Romera udělené katolickou církví (2005)
- Řád čestné legie (2007) od francouzského prezidenta Nicolase Sarkozyho
- Prix des Generations od Světové demografické asociace (2007)
- Zlatá medaile Martina Bubera od nadace Euriade (2008), založená Wernerem Janssenem roku 1982
- Zlatá medaile prezidenta Italské republiky za dosažené úspěchy v oblasti lidských práv (2010)

Dirie také podporuje nadaci Zeits, která svou pozornost zaměřuje na udržitelný rozvoj a ochranu přírody.

## Filmy a Bibliografie
Filmy
- Dech života

Knihy
- Květ pouště
- Svítání v poušti
- Děti pouště
- Dopis mé matce